# Hiperfina struktura
U atomskoj fizici, hiperfina struktura se odnosi na mala pomeranja i razdvajanja energetskih nivoa atoma, molekula, i jona, usled interakcije između stanja nukleusa i stanja elektronskog oblaka.
U atomima, hiperfina struktura nastaje iz energije nuklearnog magnetnog dipolnog momenta u interakciji sa magnetnim poljem koje stvaraju elektroni i energije nuklearnog električnog kvadrupolnog momenta u gradijentu električnog polja usled raspodele naboja unutar atoma. Molekularna hiperfina struktura je uglavnom dominirana sa ova dva efekta, ali takođe obuhvata energiju povezanu sa interakcijom između magnetnih momenata asociranih sa različitim magnetnim jezgrama u molekulu, kao i između nuklearnih magnetnih momenata i magnetnog polja generisanog rotacijom molekula.
Hiperfina struktura je u kontrastu sa finom strukturom, koja je rezultat interakcije između magnetnih momenata povezanih sa elektronskim spinom i elektronskim orbitalnim ugaonim momentom. Hiperfina struktura, sa energetskim pomacima tipično više redova veličine manjim od onih u finoj strukturi, proizilazi iz interakcija jezgra (ili jezgara, u molekulama) sa unutrašne generisanim električnim i magnetnim poljima.

## Istorija
Optičku hiperfinsku strukturu je uočio Albert Abraham Majkelson 1881. godine. Ona se, međutim, mogla objasniti samo pomoću kvantne mehanike kada je Volfgang Pauli predložio postojanje malog nuklearnog magnetnog momenta 1924. godine.
Godine 1935, H. Šiler i Teodor Šmit predložili su postojanje nuklearnog kvadrupolnog momenta, kako bi objasnili anomalije hiperfine strukture.

## Teorija
Teorija hiperfine strukture potiče direktno iz elektromagnetizma, i bavi se interakcijama nuklearnih multipolnih momenata (izuzimajući električne monopole sa interno generisanim poljima. Teorija je prvo izvedena za slučaj atoma, ali se može primeniti na svako jezgro u molekulu. Nakon toga sledi diskusija o dodatnim efektima jedinstvenim za molekulski slučaj.

### Atomska hiperfina struktura

#### Magnetni dipol
Dominantni član u hyperfinom Hamiltonijanu je tipično magnetni dipolni član. Atomsko jezgro sa nenultim nuklearnim spinom {\displaystyle \mathbf {I} } ima magnetni dipolni momenat, dat sa:
{\displaystyle {\boldsymbol {\mu }}_{\text{I}}=g_{\text{I}}\mu _{\text{N}}\mathbf {I} ,}
gde je {\displaystyle g_{\text{I}}} -faktor, a {\displaystyle \mu _{\text{N}}} je nuklearni magneton.
Postoji energija asocirana sa magnetnim dipolnim momentom u prisustvu magnetnog polja. Za nuklearni magnetni dipolni momenat, , smešten u magnetnom polju, B, odgovarajući član u Hamiltonijanu je dat sa:
{\displaystyle {\hat {H}}_{\text{D}}=-{\boldsymbol {\mu }}_{\text{I}}\cdot \mathbf {B} .}
U odsustvu primenjenog spoljašnjeg polja, magnetno polje koje doživljava jezgro je ono koje je povezano sa orbitalnim (l) i spinskim (s) ugaonim momentom elektrona:
{\displaystyle \mathbf {B} \equiv \mathbf {B} _{\text{el}}=\mathbf {B} _{\text{el}}^{l}+\mathbf {B} _{\text{el}}^{s}.}
Elektronski orbitalni ugaoni momenat proizilazi je kretanja elektrona oko neke fiksne spoljne tačke za koju se uzima da je lokacija jezgra. Magnetno polje u jezgru usled kretanja jednog elektrona, sa naelektrisanjem - na položaju r u odnosu na jezgro, daje se sa:
{\displaystyle \mathbf {B} _{\text{el}}^{l}={\dfrac {\mu _{0}}{4\pi }}{\dfrac {-e\mathbf {v} \times -\mathbf {r} }{r^{3}}},}
gde r daje poziciju jezgra relativno na elektron. Napisano u obliku Borovog magnetona, to daje:
{\displaystyle \mathbf {B} _{\text{el}}^{l}=-2\mu _{\text{B}}{\dfrac {\mu _{0}}{4\pi }}{\dfrac {1}{r^{3}}}{\dfrac {\mathbf {r} \times m_{\text{e}}\mathbf {v} }{\hbar }}.}
Propoznajući da je  elektronski momenat, p, i da je r×p/ħ orbitalni ugaoni momenat u jedinicama od ħ, l, može se napisati:
{\displaystyle \mathbf {B} _{\text{el}}^{l}=-2\mu _{\text{B}}{\dfrac {\mu _{0}}{4\pi }}{\dfrac {1}{r^{3}}}\mathbf {l} .}
Za mnogoelektronski atom ovaj izraz se generalno piše u obliku ukupnog orbitalnog ugaonog momenta, {\displaystyle \scriptstyle {\mathbf {L} }}, sumirajući preko elektrona i koristeći projekcioni operator, {\displaystyle \scriptstyle {\phi _{i}^{l}}}, gde je {\displaystyle \scriptstyle {\sum _{i}\mathbf {l} _{i}=\sum _{i}\phi _{i}^{l}\mathbf {L} }}. Za stanja sa dobro definisanom projekcijom orbitalnog ugaonog momenta, , može se napisati {\displaystyle \scriptstyle {\phi _{i}^{l}={\hat {l}}_{z_{i}}/L_{z}}}, što daje:
{\displaystyle \mathbf {B} _{\text{el}}^{l}=-2\mu _{\text{B}}{\dfrac {\mu _{0}}{4\pi }}{\dfrac {1}{L_{z}}}\sum _{i}{\dfrac {{\hat {l}}_{zi}}{r_{i}^{3}}}\mathbf {L} .}
Elektronski spinski ugaoni momenat je fundamentalno različito svojstvo koje je intrinsično za čestice i stoga ne zavisi od kretanja elektrona. Uprkos toga, to je ugaoni momenat i svaki ugaoni moment asociran sa naelektrisanom česticom rezultira magnetnim dipolnim momentom, koji je izvor magnetnog polja. Elektron sa spinskim ugaonog momenta, s, ima magnetni moment, , dat sa:
{\displaystyle {\boldsymbol {\mu }}_{\text{s}}=-g_{s}\mu _{\text{B}}\mathbf {s} ,}
gde je  elektronski spinski g-faktor i ima negativni znak jer je elektron negativno naelektrisan (negativno i pozitivno naelektrisane čestice sa identičnom masom, koje putuju na ekvivalentnim putemiva, imale bi isti ugaoni momenat, ali bi proizvele struje u suprotnim smerovima).
Magnetno polje dipolnog momenta, , je dato sa:
{\displaystyle \mathbf {B} _{\text{el}}^{s}={\dfrac {\mu _{0}}{4\pi r^{3}}}\left(3({\boldsymbol {\mu }}_{\text{s}}\cdot {\hat {\mathbf {r} }}){\hat {\mathbf {r} }}-{\boldsymbol {\mu }}_{\text{s}}\right)+{\dfrac {2\mu _{0}}{3}}{\boldsymbol {\mu }}_{\text{s}}\delta ^{3}(\mathbf {r} ).}
Kompletni doprinos magnetnog dipola hiperfinom Hamiltonijanu je stoga dat sa:
{\displaystyle {\begin{aligned}{\hat {H}}_{D}=\;&2g_{\text{I}}\mu _{\text{N}}\mu _{\text{B}}{\dfrac {\mu _{0}}{4\pi }}{\dfrac {1}{L_{z}}}\sum _{i}{\dfrac {{\hat {l}}_{zi}}{r_{i}^{3}}}\mathbf {I} \cdot \mathbf {L} \\&{}+g_{\text{I}}\mu _{\text{N}}g_{\text{s}}\mu _{\text{B}}{\dfrac {\mu _{0}}{4\pi }}{\dfrac {1}{S_{z}}}\sum _{i}{\dfrac {{\hat {s}}_{zi}}{r_{i}^{3}}}\left\{3(\mathbf {I} \cdot {\hat {\mathbf {r} }})(\mathbf {S} \cdot {\hat {\mathbf {r} }})-\mathbf {I} \cdot \mathbf {S} \right\}\\&{}+{\frac {2}{3}}g_{\text{I}}\mu _{\text{N}}g_{\text{s}}\mu _{\text{B}}\mu _{0}{\dfrac {1}{S_{z}}}\sum _{i}{\hat {s}}_{zi}\delta ^{3}(\mathbf {r} _{i})\mathbf {I} \cdot \mathbf {S} .\\\end{aligned}}}
Prvi član daje energiju nuklearnog dipola u polju zbog elektronskog orbitalnog ugaonog momenta. Drugi član daje energiju interakcije nuklearnog dipola na „konačnom rastojanju”" sa poljem usled elektronskog spinskog magnetnog momenta. Završni član, često poznat kao „Fermijev kontakt”, odnosi se na direktnu interakciju nuklearnog dipola sa spinskim dipolima i različit je od nule samo za stanja koja imaju konačnu elektronsku spinsku gustinu u poziciji jezgra (ona sa neuparenim elektronima u s-podljuskama). Postoje tvrdnje da se može dobiti drugačiji izraz kada se uzme u obzir detaljna raspodela nuklearnog magnetnog momenta.
Za stanja sa {\displaystyle l\neq 0} ovo se može izraziti u obliku
{\displaystyle {\hat {H}}_{D}=2g_{I}\mu _{\text{B}}\mu _{\text{N}}{\dfrac {\mu _{0}}{4\pi }}{\dfrac {\mathbf {I} \cdot \mathbf {N} }{r^{3}}},}
gde je:
{\displaystyle \mathbf {N} =\mathbf {l} -(g_{s}/2)\left[\mathbf {s} -3(\mathbf {s} \cdot {\hat {\mathbf {r} }}){\hat {\mathbf {r} }}\right].}
Ako je hiperfina struktura mala u poređenju sa finom strukturom (što se ponekad naziva IJ-sprezanje po analogiji sa -sprezanjem), I i J su dobri kvantni brojevi i elementi matrice od {\displaystyle \scriptstyle {{\hat {H}}_{\text{D}}}} se mogu aproksimirati kao dijagonala u I i J. U ovom slučaju (što je generalno tačno za lake elemente), može se projektovati N na J (gde je  ukupni elektronski ugaoni momenat) i dobija se:
{\displaystyle {\hat {H}}_{\text{D}}=2g_{I}\mu _{\text{B}}\mu _{\text{N}}{\dfrac {\mu _{0}}{4\pi }}{\dfrac {\mathbf {N} \cdot \mathbf {J} }{\mathbf {J} \cdot \mathbf {J} }}{\dfrac {\mathbf {I} \cdot \mathbf {J} }{r^{3}}}.}
Ovo se obično piše kao
{\displaystyle {\hat {H}}_{\text{D}}={\hat {A}}\mathbf {I} \cdot \mathbf {J} ,}
gde je {\displaystyle \scriptstyle {\langle {\hat {A}}\rangle }} hiperfina strukturna konstanta koja je eksperimentalno određena. Kako je  (gde je  ukupni ugaoni momenat), to daje energiju od:
{\displaystyle \Delta E_{\text{D}}={\frac {1}{2}}\langle {\hat {A}}\rangle [F(F+1)-I(I+1)-J(J+1)].}
U ovom slučaju hiperfina interakcija zadovoljava Landeovo pravilo inervala.

## Literatura
- Ni, Qing Zhe; Daviso, E.; Can, T. V.; Markhasin, E.; Jawla, S. K.; Swager, T. M.; Temkin, R. J.; Herzfeld, J.; Griffin, R. G. (2013). „High Frequency Dynamic Nuclear Polarization”. Accounts of Chemical Research. 46 (9): 1933—41. PMC 3778063 . PMID 23597038. doi:10.1021/ar300348n.
- Sze, Kong Hung; Wu, Qinglin; Tse, Ho Sum; Zhu, Guang (2011). „Dynamic Nuclear Polarization: New Methodology and Applications”. NMR of Proteins and Small Biomolecules. Topics in Current Chemistry. 326. стр. 215—42. ISBN 978-3-642-28916-3. PMID 22057860. doi:10.1007/128_2011_297.
- Miéville, Pascal; Jannin, Sami; Helm, Lothar; Bodenhausen, Geoffrey (2011). „NMR of Insensitive Nuclei Enhanced by Dynamic Nuclear Polarization”. CHIMIA International Journal for Chemistry. 65 (4): 260—263. PMID 28982406. doi:10.2533/chimia.2011.260.
- Günther, Ulrich L. (2011). „Dynamic Nuclear Hyperpolarization in Liquids”. Modern NMR Methodology. Topics in Current Chemistry. 335. стр. 23—69. ISBN 978-3-642-37990-1. PMID 22025060. doi:10.1007/128_2011_229.
- Atsarkin, V A (2011). „Dynamic nuclear polarization: Yesterday, today, and tomorrow”. Journal of Physics: Conference Series. 324 (1): 012003. Bibcode:2011JPhCS.324a2003A. doi:10.1088/1742-6596/324/1/012003 .
- Lingwood, Mark D.; Han, Songi (2011). Solution-State Dynamic Nuclear Polarization. Annual Reports on NMR Spectroscopy. 73. стр. 83. ISBN 978-0-08-097074-5. doi:10.1016/B978-0-08-097074-5.00003-7.
- Maly, Thorsten; Debelouchina, Galia T.; Bajaj, Vikram S.; Hu, Kan-Nian; Joo, Chan-Gyu; Mak–Jurkauskas, Melody L.; Sirigiri, Jagadishwar R.; Van Der Wel, Patrick C. A.;  . (2008). „Dynamic nuclear polarization at high magnetic fields”. The Journal of Chemical Physics. 128 (5): 052211. Bibcode:2008JChPh.128e2211M. PMC 2770872 . PMID 18266416. doi:10.1063/1.2833582.
- Kemsley, Jyllian (2008). „Sensitizing Nmr”. Chemical & Engineering News. 86 (43): 12—15. doi:10.1021/cen-v086n043.p012.
- Barnes, A. B.; De Paëpe, G.; Van Der Wel, P. C. A.; Hu, K.-N.; Joo, C.-G.; Bajaj, V. S.; Mak-Jurkauskas, M. L.; Sirigiri, J. R.;  . (2008). „High-Field Dynamic Nuclear Polarization for Solid and Solution Biological NMR”. Applied Magnetic Resonance. 34 (3–4): 237—263. PMC 2634864 . PMID 19194532. doi:10.1007/s00723-008-0129-1.
- Abragam, A; Goldman, M (1978). „Principles of dynamic nuclear polarization”. Reports on Progress in Physics. 41 (3): 395. Bibcode:1978RPPh...41..395A. doi:10.1088/0034-4885/41/3/002.
- Goertz, S.T. (2004). „The dynamic nuclear polarization process”. Nuclear Instruments and Methods in Physics Research Section A: Accelerators, Spectrometers, Detectors and Associated Equipment. 526 (1–2): 28—42. Bibcode:2004NIMPA.526...28G. doi:10.1016/j.nima.2004.03.147.
- Atsarkin, V A (1978). „Dynamic polarization of nuclei in solid dielectrics”. Soviet Physics Uspekhi. 21 (9): 725—745. Bibcode:1978SvPhU..21..725A. doi:10.1070/PU1978v021n09ABEH005678.
- Wind, R.A.; Duijvestijn, M.J.; Van Der Lugt, C.; Manenschijn, A.; Vriend, J. (1985). „Applications of dynamic nuclear polarization in 13C NMR in solids”. Progress in Nuclear Magnetic Resonance Spectroscopy. 17: 33—67. doi:10.1016/0079-6565(85)80005-4.
- Kuhn, Lars T., ур. (2013). Hyperpolarization methods in NMR spectroscopy. Berlin: Springer. ISBN 978-3-642-39728-8.
- Carson Jeffries, "Dynamic Nuclear Orientation", New York, Interscience Publishers, 1963
- Anatole Abragam and Maurice Goldman, "Nuclear Magnetism: Order and Disorder", New York : Oxford University Press, 1982
- Tom Wenckebach, "Essentials of Dynamic Nuclear Polarization",  Spindrift Publications, The Netherlands, 2016
- Dynamic Nuclear Polarization: New Experimental and Methodology Approaches and Applications in Physics, Chemistry, Biology and Medicine, Appl. Magn. Reson., 2008. 34(3-4)
- High field dynamic nuclear polarization - the renaissance, Phys. Chem. Chem. Phys., 2010. 12(22)

## Spoljašnje veze
- „The DNP-NMR blog”. Архивирано из оригинала 30. 11. 2012. г. Приступљено 23. 05. 2020.